# Governatorato di Daqahliyya
Il governatorato di Daqahliyya (in arabo  محافظة الدقهلية‎?, Muḥāfazat al-Daqahliyya) è un governatorato dell'Egitto, situato a nord-est della capitale Il Cairo. Il capoluogo è Mansura. Altre città importanti sono Mit Ghamr, Bilqās e al-Manzala.